# ザ・ファントム

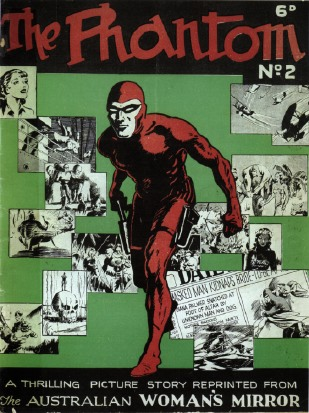
Australian Woman's Mirror#2(1938年発行)

ザ・ファントム （The Phantom）は、米国の作家リー・フォークが制作したアメリカ合衆国の冒険コミックストリップのタイトルおよびその主人公。 なお、リー・フォークは「魔術師マンドレイク」Mandrake the Magician （フィル・デヴィスが作画を担当した1934年に新聞連載を始めた冒険漫画）の作者でもある。

## 概要
テレビ番組や映画も制作されているこの人気作品の主人公は、アフリカのジャングルから来た、コスチュームを着て悪人を成敗する人物である。
このシリーズは1936年2月17日に新聞漫画としてスタートし、1939年5月28日からは日曜版でも掲載されるようになり、現在まで続いている。
原作者は1999年に亡くなったが、現在は トニー・デポール作・ ポール・ライアン画という状態で制作されている。
ただし、それ以前にレイ・ムーア、ウィルソン・マッコイ 、Bill Lignante、サイ・バリー、ジョージ・オルセン、 キース・ウィリアムズ、フレッド・フレデリクスやグラハム・ノーランたちも制作に携わったことがある。
ザ・ファントムの新作は漫画本としても出版されており、アメリカ合衆国ではムーンストーン・ブックスから、スカンジナビア半島およびフィンランドでは Egmontから、オーストラリアではFrew Publicationsから、イタリアではEura Editoriale, インドではEgmont の子会社である Eurobooksからと、世界各地で出版されている。
ファントムは世界初のコスチュームを着た架空の人物ではないが、肌にぴっちりしたコスチュームを着たという点と、瞳孔が描かれていないという点は、後続のスーパーヒーロー作品に影響を与えた。

## 出版

### 制作
Mandrake the Magicianの成功を受け、新聞向けの配信を行っているキング・フィーチャーズは、フォークに新シリーズの制作を行わないかと持ちかけた。
当初フォークはアーサー王と円卓の騎士を題材とした新聞漫画を制作しようと考えていた 。
だが、キング・フィーチャーズにその案を却下されたため、フォークは衣装を着た謎のクライムファイター（＝犯罪者退治専門のヒーロー）「ザ・ファントム」のアイデアを出した。そのアイデアは採用され、まずは数か月ストーリーを練ってからパイロット版として2週間連載を行うことにした。
フォークは子供のころからアーサー王やエル・シッドといった伝説や神話だけでなく、怪傑ゾロやターザン、『ジャングル・ブック』のモーグリといった近現代のキャラクターにインスパイアを受け、「夜は正体不明のクライムファイター"ザ・ファントム"として活躍する裕福なプレイボーイ、ジミー・ウェイルズ」というファントムの"表向きの顔"を作った。
ファントムの最初の作品である The Singh Brotherhoodの途中、ウェルズがファントムであるということが明かされる前に、フォークは舞台をジャングルに変え、ファントムが謎めいた不滅の存在であるかのように描いた。
このとき、Phantom DetectiveやPhantom of the Opera（『オペラ座の怪人』）のように、" Phantom "のつくキャラクターが多すぎたため、フォークはザ・ファントムを"The Gray Ghost" を呼ぼうと考えていた。（なお、この"The Gray Ghost" という名前はバットマンの二つ名の一つとなり、 Phantom 2040の第一話でもバットマンのことは言及されている）
だが、フォークは"The Gray Ghost"の名を気に入らず、最終的にザ・ファントムの名前で落ち着いた。
アメリカ合衆国のA&Eが製作したケーブルテレビ向けのドキュメンタリー番組 The Phantom: Comic Strip Crusaderの中で、マスクをつけているときに瞳孔を描かない、というアイデアはギリシャの胸像を参考にしたとフォークは語っている。
瞳孔の描かれていない古代ギリシャの胸像は、超人的で荘厳な印象を与えたとフォークは語っている。また、2005年に出版されたen:Comic Book Marketplaceとのインタビューで、ザ・ファントムのぴっちりしたタイツスーツは映画や舞台で描かれてきたロビン・フッドを参考にしたと語っている。

### 新聞連載
新聞漫画としての『ザ・ファントム』は1936年2月17日に、 "The Singh Brotherhood"という副題がつけられたうえで連載が開始された。フォークがストーリーを考え、最初は作画も担当していたが、2週間後、フォークがストーリーを手掛けたMandrake the Magician で作画を担当したフィル・デイヴィスの助手であるレイ・ムーアが作画を担当するようになった。なお、日曜版への連載は1939年5月28日から開始された。
第2次世界大戦中、フォークは戦争情報局に赴き、外国語ラジオ部の主任となった。また、ムーアも戦場に赴き、漫画はムーアの助手であるウィルソン・マッコイに一時託された。ムーアは帰国後、1949年まで作画を担当し、マッコイが彼の後を継いだ
。
マッコイが作画を手掛けていたころ、この漫画は世界中の何千もの新聞に掲載され、第二次世界大戦中、ナチスの占領下にあったノルウェーにも船で密輸され、レジスタンスの間で"Phantom"という単語が合言葉として使用されたほど人気を誇っていた。
1961年にマッコイが急逝し、カーマイン・インファンティーノと Bill Lignante (なお、 Lignanteはのちに漫画本向けのファントムの作品をいくつか手掛けている) が作画を務め、サイ・バリーが二人にとってかわった。
バリーが作画を務めて間もないころ、彼とフォークは作品の設定を現代に合わせ、今日のファントムの見た目の基礎となる部分を作った。このとき、作中に登場するベンガラという国は民主化し、Lamanda Luaga大統領も登場した。バリーは1994年に引退するまで30年にわたり連載を続け、掲載回数は合計で11,000以上に上った。
バリーの長年の助手であるGeorge Olesenはペンシラーとして制作チームに残り、平日版の制作チームにはキース・ウィリアムスがインカーとして参加した。また、日曜版のインカーはen:Eric Doescher が務め、1995年からはen:Fred Fredericksが担当するようになった。
フォークは『ザ・ファントム』とMandrake the Magicianのライターを務めたが、1999年3月13日に死去した。彼が手掛けた最後の平日版掲載作は "Terror at the Opera"で、日曜版は "The Kidnappers"だった。いずれの作品も、入院中のフォークが酸素マスクを文字通り取り払って、物語を口述し、それを妻のエリザベス・フォークが書き留めたものである。
フォークの没後、King Features Syndicateはスウェーデン版の出版を行っている Egmontに協力を仰いだ。この出版社はライセンスを受けたファントムの漫画本の出版を行い、独自のファントムの漫画のストーリーを基にした新聞漫画の掲載を新聞社に行わせている。
スウェーデン版ファントムであるFantomen のライターであるトニー・デ・ポール と Claes Reimerthiが亡きフォークの跡を継いで、アメリカの『ザ・ファントム』の新聞漫画のライターになり、トニー・デ・ポールは平日版をReimerthiは日曜版をそれぞれ担当している。デ・ポールは、単独でストーリーを考案することになっており、いくつかの新聞掲載作のストーリーは Fantomenの雑誌が元になっている。
2000年、OlesenとFredericksが日曜版から降板し、グラハム・ノーランが二人の跡を継いだ。ノーランは、過去に Fantomenの表紙を3回手がけたことがある。
数年後、 Olesenとインカーのキース・ウィリアムスが平日版から降板した。二人の降板後、子どもの頃から『ザ・ファントム』のファンであり、Fantomenの漫画雑誌版のストーリーを手掛けたこともあったポール・ライアンが2005年から二人の跡を継ぎ、2007年からノーランの後をついで日曜版の作画も担当することになった 。
2011年7月31日から日曜版の作画がEduardo Barretoに変わったが、連載から数か月で Barretoが亡くなり、ライアンが一時代理を務めた。2012年1月15日掲載分はBarretoへの追悼のページになっている。
翌週分もライアンが手掛けたが、その後は Terry Beatty が作画を担当している。
現在でも、ザ・ファントムの連載は続いており、数少ない、今日まで連載が続いている冒険ものの新聞漫画となっている。

### アメリカ合衆国でのファントムの漫画単行本
アメリカ合衆国において、『ザ・ファントム』は何年にもわたって出版社を変えながら出版されてきた。
1940年代、この新聞漫画の単行本はデビッド・マッケイ・パブリケーションのエース・コミックというレーベルから出版された。1950年代に入ってからはハーベイ・コミックがファントムの単行本を発行し、1962年からはゴールドキー・コミックがその後を継いだが、1966年からはキング・コミックに出版元が変更された。1969年から1977年までチャールトン・コミックが全73話分を出版した。
この時代にファントムの作画を務めた漫画家にen:Bill Lignante、ドン・ニュートン、ジム・アパロ、Pat Boyetteらがいる。
1988年から1990年にかけてDCコミックスはファントムの漫画を出してきた。
まず1988年5月から8月にかけて、ピーター・デイビッド脚本/ジョー・オーランド&Dennis Janke作画の組み合わせでミニシリーズが発刊された。そのあと、1989年3月から90年3月までの1年間、マーク・ヴァーヘイデン （脚本）、Luke McDonnell（作画）の二人によるファントムのミニシリーズが全13話分発行された 。
このバージョンのファントムは人種差別や有毒物質の不法投棄、飢餓や今日の海賊に立ち向かっていった。
ライターであるヴァーヘイデンは、漫画本の売り上げの下降と著作権上のトラブルを理由に打ち切られたと語っている 。なお、このミニシリーズの最終回のラストはファントムとダイアナが結ばれるという場面になっている。
1987年、マーベル・コミックは、スタン・リーが手掛けたテレビアニメen:Defenders of the Earthを題材とした全4話のミニシリーズを発行した。
1995年2月から4月にかけて出版されたミニシリーズ The Phantom: The Ghost Who Walks（デヴィッド・デブリース脚本、Glenn Lumsden作画）では、ハイテク装備で敵に立ち向かう22代目ファントムが登場した。 
同年5月から8月にかけて発行された全4話のミニシリーズはテレビアニメ en:Phantom 2040が基になっており、スパイダーマンの生みの親の一人として有名なスティーブ・ディッコがペンシラーを務めた。
また、ディッコのほかにもスパイダーマンに携わった人物として知られるジョン・ロミータ・シニアもこの漫画の制作に参加した。
このバージョンの22代目ファントムは、Phantom 2040のファントムのアイテムと似た物を使うが、そこまで技術的に進歩したものは使っていない。たとえば、Phantom 2040のファントムの用いる腕時計型の装置には人工知能が搭載されているが、マーベル版22代目ファントムが用いる同様の装置は、洗練されていながらも現代における手のひらサイズのコンピュータと大差ないものとなっている。
2002年初からムーンストーン・ブックスはザ・ファントムのグラフィックノベルを出版した。ライターはトム・デファルコ, ベン・ラーブ、Ron Goulartの3名で、全5巻が出版された。
2003年、ムーンストーンはザ・ファントムの漫画本のシリーズを出版した。この時のライターはミニシリーズに携わったラーブのほかに Rafael Nievesとチャック・ディクソンも務めており、作画は パット・クイン, Jerry DeCaire, Nick Derington, リック・バーチェット、 EricJが担当した
11話分が発行したのち、 マイク・ブロックがライターとしてラーブらのあとを継ぎ、Gabriel RearteとCarlos Magno が作画を務めることになったが、2007年からはSilvestre Szilagyi が作画を担当することになった。
ブロックの担当しているバージョンは実際のアフリカ紛争を題材としていることが多く、2007年に発行された全3部のシリーズ "Invisible Children"では、ジョゼフ・コニーをモデルとした"Him"と呼ばれる部族軍長との戦いを描いている。
2009年、ムーンストーンは初代ファントムのオリジンを描いた作品The Phantom: Ghost Who Walksを再発行した。
1930年代のリー・フォーク&レイ・ムーアのバージョンに近い、暗い作風ながらも、気骨に満ち、より現実的なストーリーにすることがこの漫画を制作するにあたっての最終目標と定められた。
また、ファントムの装備も現代的なものになったことに加え、登場人物の数も増え、ファントムが対決する敵も現代的テロリストや臓器密売組織、ソマリア人海賊といった現実に近いものとなった。
2010年、ダイナマイト・エンタテインメントはen:The Last Phantom（スコット・ビーティ脚本、Eduardo Ferigato作画、アレックス・ロス表紙）という漫画本のシリーズを発売し、高い売り上げを目指した 。
この漫画は21番目のファントムの設定を一新しており、慈善団体 Walkabout Foundationの代表を務めるキット・ウォーカーが家族の伝統から外れ、家族が殺害されたことをきっかけに再びファントムとなる様子が描いている。

## ファントムの人物像

### 衣装・武器
原作におけるファントムは、黒いマスクに紫色の全身タイツといういでたちをしている。武器は M1911を2丁用いるときがあり、2丁は特殊なベルトに収められ、そのベルトはガイコツ型のバックルにしめられている。ファントムは敵の銃を撃つためだけに銃を使う、とフォークが設定したものの、ピーター・デイビッドがライターとしてDCコミックスでファントムのミニシリーズを担当した際、そのことを忘れ、ファントムが敵を負傷させるために発砲する場面を挿入してしまった。
ファントム以前に、覆面のクライムファイターには、怪傑ゾロがおり、ビジネス・スーツのヒーローはClockがいるが、「ピチピチのタイツスーツに瞳孔の描かれていない目をしている」という典型的なスーパーヒーローはファントムが最初である。
原作者のリー・フォークは、彼のスーツの色を灰色としていたが、1939年の日曜版におけるファントムの衣装の色は紫だった。その後もフォークは登場人物の発言やナレーションを通して、灰色の幽霊と形容させたように、彼のスーツの色が灰色であることを示したが、最終的には紫色を受け入れた。その後、1960年日曜版にて、衣装はジャングルの偶像が元になったもので、スーツはジャングルに生えていた木の実を使って染めたという設定がなされた。
Moonstone BooksのThe Phantom: Ghost Who Walksというファントムの現代版において彼は、ケブラー製の衣装を着だすようになった。
なお、スカンジナビアにおけるファントムの衣装は青で、イタリアやトルコでは赤であり、ブラジルも赤だった時があった。

## ファントムの仲間

### 敵
ファントムは世界中の全ての悪と戦うという誓いを立てているため、敵対者が非常に多い。
ファントムと最も長くにわたって戦っている敵はen:Singh Brotherhoodである。この危険な団体は何百年にもわたって海賊行為といった悪事を働いており、 Christopher Standishの父を殺害し、ファントムの物語のスタートを切った存在でもある。
エグモント版においてこの組織はもともとただの海賊団にしか過ぎなかったのだが、Sandal Singh率いる現代的な企業・ Singh Corporationsへと成長を遂げている。なお、Sandal Singhという人物は、かつて組織のリーダーで現在ベンガラの大統領を務めている Dogai Singh の娘である。
また、ファントムと彼の祖国と対立する人物に、ベンガラの大統領を務めたことのある Kigali Lubangaがいる。このほかにも、ファントムはGeneral Bababu, The Python, Manuel Ortega, Ali Gutalee, Goldhand, Bail, HIM といった人物と対立しており、映画版ではザンダー・ドラックスが彼の宿敵だった。また、ファントムはSky Band, the Vultures, Hydra 、The Flameといった犯罪組織とも対立している。

## 書籍化

### 復刊
ザ・ファントムの全連載分の復刊がオーストラリアのFrew Publicationsによって行われた
多くの掲載作が収録された編集版も、北欧で出版された。また、北米ではリー・フォーク原作を務めた分が、 Nostalgia Press (NP), en:Pacific Comics Club (PCC)、コミックス・レビュー (CR)の三社によって復刊された。
- "The Sky Band",レイ・ムーア、  1936年11月9日出版, CR
- "The Diamond Hunters",レイ・ムーア、  1937年4月12日, PCC
- "Little Tommy",レイ・ムーア、   1937年9月20日, PCC
- "The Prisoner of the Himalayas",レイ・ムーア、  1938年2月7日, NP
- "Adventure in Algiers", レイ・ムーア、  1938年6月20日, CR
- "The Shark's Nest",レイ・ムーア、   1938年7月25日, PCC
- "Fishers of Pearls", レイ・ムーア、   1938年11月7日, CR
- "The Slave Traders",レイ・ムーア、  1939年1月30日, CR
- "The Mysterious Girl",レイ・ムーア、   1939年5月8日, CR
- "The Golden Circle", レイ・ムーア、   1939年9月4日, PCC
- "The Seahorse",レイ・ムーア、   1940年1月22日, PCC
- "The Game of Alvar",レイ・ムーア、   1940年7月29日, PCC
- "Diana Aviatrix", レイ・ムーア、  1940年12月16日, PCC
- "The Phantom's Treasure", レイ・ムーア、  1941年7月14日, PCC
- "The Phantom Goes to War",レイ・ムーアとウィルソン・マッコイ、 1942年2月2日, PCC
- "The Slave Markets of Mucar", サイ・バリー、1961年8月21日, CR

コミックス・レビューは2009年10月号で、新聞漫画版の"The Return of the Sky Band" のカラー版を初めて掲載した。

#### ヘルメス・プレス版
2009年にサイ・バリー版の最終回がヘルメス・プレスからハードカバーで出版され始めた後、リー・フォークの全連載分が終わった。ヘルメス・プレスは新聞漫画版を毎年3冊出版し、日曜新聞版（カラー）を5年間の間に1冊ずつ出した。ヘルメス・プレスは、元のバージョンより綺麗な状態で復刊したから、一次資料としても使えるのではないかと確証を持って話している。なお、日曜新聞版の復刊の際にはデジタル復元が施している。
ヘルメス・プレスはアメリカの Gold Key,King ComicsおよびCharlton Comics が出版した、ファントムの漫画全8巻をハードカバーで復刊する予定である。

## 映画版
1996年にビリー・ゼイン主演で実写映画化された。日本では劇場未公開。

### 概要（映画版）
1996年、この漫画を原作とする実写映画『ザ・ファントム』がパラマウント映画製作・配給のもとで公開された。この作品は1930年代を舞台としており、いくつかの初期のコミック・ストリップの作品が基になっている。当初はジョー・ダンテ監督、マイケル・ダグラス制作の予定だったが二人が降板したため、サイモン・ウィンサー監督、ロバート・エヴァンス&アラン・ラッド・Jr制作という布陣になり脚本は『インディ・ジョーンズ/最後の聖戦』などで有名なジェフリー・ボームが務めた。カルト的人気を誇るブルース・キャンベルがファントム役の候補に挙がっていたがだが、オーストラリア版ファントムが『絶海の訪問者』を題材として以来、その漫画の大ファンとなったゼインが何年も頼み込んだ末その役を射止めた（なお、ゼインは『絶海の訪問者』の映画版である『デッド・カーム/戦慄の航海』でヒューイ役を務めた）。
その役に決まった後、バットマンのコスチュームのように筋肉の型がついた衣装を嫌ったゼインは、1年半かけて肉体改造に熱心に励み、原作のコマからファントムの身振り手振りを研究した。映画自体は興行面ではうまくいかなかったものの、後に世界で2番目の興行成績を誇る映画『タイタニック』でヒロインであるローズの婚約者キャルドン・ホックリー役を射止めるきっかけとなり、『ファントム』のVHS/DVDの売り上げ上昇につながった。
この映画はザンダー・ドラックスが伝説の武器「ツガンダのドクロ」 (Skulls of Touganda) を用いて世界を破滅へ導こうとするのをファントムが阻止する内容になっており、ロケはオーストラリア、タイ、アメリカのロサンゼルスで行われた。また、この映画には、女性ばかりの空賊集団スカイバンドとして知られる形でシン一族が登場しており、そのリーダーであるサラ役はキャサリン・ゼダ・ジョーンズが演じた。わき筋にあたる、主人公である21代目ファントムが父のガンベルトをなおしたり、父を殺した犯人を捜し出して復讐するというストーリーは、フォーク&マッコイの"The Belt"のストーリーラインにインスパイアを受けたものである。
このほかにもこの映画には、ファントムのデビュー作である1936年の "The Singh Brotherhood"およびその続編にあたる1937年の "The Sky Band"を基にした要素も含まれている。
2008年、ゴシップジャーナリストのリズ・スミスは「VHSおよびDVDの売り上げの良さから、パラマウント映画がゼインを主役にしたファントムの映画の続篇を作ろうとしている」事を報じた。
2010年、ライオンズゲートから『ザ・ファントム』の映画の Blu-ray Discが発売された。

### キャスト
| 役名                           | 俳優                         | 日本語吹き替え | 日本語吹き替え |
| 役名                           | 俳優                         | ソフト版       | テレビ朝日版   |
| ------------------------------ | ---------------------------- | -------------- | -------------- |
| キット・ウォーカー／ファントム | ビリー・ゼイン               | 中田和宏       | 堀内賢雄       |
| ダイアナ・パーマー             | クリスティ・スワンソン       | 篠原恵美       | 阿部桐子       |
| ザンダー・ドラックス           | トリート・ウィリアムズ       | 牛山茂         | 磯部勉         |
| サラ                           | キャサリン・ゼタ＝ジョーンズ | 渡辺美佐       | 深見梨加       |
| クイル                         | ジェームズ・レマー           | 津田英三       | 大塚芳忠       |
| ファントムの父                 | パトリック・マクグーハン     | 大木民夫       |                |

- ソフト版吹き替え - VHS・DVD収録
- テレビ朝日版吹き替え - 初回放送2002年12月22日『日曜洋画劇場』